# 6dof

Rappresentazione dei gradi di libertà di un corpo rigido

6DOF è l'acronimo di sei gradi di libertà in inglese (Six Degrees Of Freedom) e si riferisce al movimento nello spazio tridimensionale, ovvero l'abilità di muoversi liberamente avanti/indietro, su/giù, sinistra/destra (traslare in tre assi perpendicolari) combinati con rotazione lungo tre assi perpendicolari (imbardata, beccheggio, rollio).
Poiché il movimento lungo ognuno di questi assi è indipendente quanto per gli assi di traslazione che per gli assi di rotazione, il movimento ha quindi sei gradi di libertà.
I bracci robotici sono spesso classificati per i loro gradi di libertà (tipicamente raggiungendo più di sei gradi). Questo numero si riferisce al numero di giunture a singolo asse nel braccio, dove un numero più alto indica una maggiore flessibilità e precisione nel posizionare un utensile. Questo è un esempio pratico, in contrasto con la definizione astratta di gradi di libertà che misura la capacità aggregata di posizionamento di un sistema.

## Videogiochi
Sei gradi di libertà è anche un tipo di videogioco in cui non vi è gravità, e i giocatori sono liberi di muoversi in qualsiasi direzione tridimensionale. È impiegato in giochi come Descent e i suoi seguiti, e meno estesamente nei giochi Homeworld 1 e 2. Altri videogiochi come Aquanox invece, sembrano offrire un gioco a 6 gradi di libertà, ma in realtà è a 5 gradi di libertà (non è possibile, ad esempio, picchiare su/giù per capovolgersi). In molti videogiochi viene scelta questa variante, per semplificarne la giocabiltà.
L'acronimo 3DOF, inteso solo come movimento e non rotazione, è a volte utilizzato.